# Thomas Goiginger
Thomas Goiginger (Salzburg, 15 maart 1993) is een Oostenrijks voetballer, die doorgaans speelt als rechtsbuiten. Goiginger werd in de zomer van 2017 door LASK overgenomen van FC Blau-Weiß Linz.

## Clubcarrière
Goiginger doorliep zijn jeugdopleiding bij amateurploegen en zette daar ook zijn eerste stappen in het eerste elftal. In 2011 werd hij overgenomen door Union Vöcklamarkt. Na een passage bij TSV Neumarkt werd hij in de zomer van 2014 overgenomen door SV Grödig, toen uitkomend in de Bundesliga. Op 17 september 2014 maakte Goiginger zijn debuut op het hoogste Oostenrijkse niveau in de wedstrijd tegen SC Rheindorf Altach. Na slechts 38 minuten speeltijd werd hij vervangen door Matthias Maak. De wedstrijd eindigde uiteindelijk op 3–3. Op 4 maart 2015 maakte Goiginger zijn eerste doelpunt in de wedstrijd tegen SC Wiener Neustadt. In het seizoen 2016/17 maakte hij voor een jaar de overstap naar FC Blau-Weiß Linz om vervolgens vanaf de zomer 2017 deel uit te maken van LASK.

## Clubstatistieken
| Seizoen | Club              | Competitie | Competitie | Competitie | Beker | Beker | Internationaal | Internationaal | Totaal | Totaal |
| Seizoen | Club              | Competitie | Wed.       | Dlp.       | Wed.  | Dlp.  | Wed.           | Dlp.           | Wed.   | Dlp.   |
| ------- | ----------------- | ---------- | ---------- | ---------- | ----- | ----- | -------------- | -------------- | ------ | ------ |
| 2011/12 | Union Vöcklamarkt | RL Mitte   | 13         | 1          | 1     | 0     | –              | –              | 14     | 1      |
| 2011/12 | TSV Neumarkt      | RL West    | 13         | 1          | 0     | 0     | –              | –              | 13     | 0      |
| 2012/13 | TSV Neumarkt      | RL West    | 30         | 7          | 0     | 0     | –              | –              | 30     | 7      |
| 2013/14 | TSV Neumarkt      | RL West    | 29         | 11         | 1     | 1     | –              | –              | 30     | 12     |
| 2014/15 | SV Grödig         | Bundesliga | 16         | 1          | 0     | 0     | –              | –              | 16     | 1      |
| 2015/16 | SV Grödig         | Bundesliga | 16         | 0          | 1     | 0     | –              | –              | 17     | 0      |
| 2016/17 | FC Blau-Weiß Linz | 2. Liga    | 33         | 8          | 3     | 0     | –              | –              | 36     | 8      |
| 2017/18 | LASK              | Bundesliga | 33         | 7          | 3     | 0     | –              | –              | 36     | 7      |
| 2018/19 | LASK              | Bundesliga | 31         | 6          | 5     | 5     | 4              | 3              | 40     | 14     |
| 2019/20 | LASK              | Bundesliga | 9          | 2          | 1     | 2     | 6              | 1              | 16     | 5      |
| Totaal  | Totaal            | Totaal     | 223        | 44         | 15    | 8     | 10             | 4              | 248    | 56     |

Bijgewerkt op 14 oktober 2019.

## Interlandcarrière
Goiginger maakte nooit deel uit van de nationale jeugdselecties. In november 2018 kreeg hij voor het eerst een selectie voor de nationale ploeg met het oog op de Nations Leaguewedstrijden tegen Bosnië en Herzegovina en Noord-Ierland. Hij kreeg echter geen speelminuten toebedeeld. Ook nadien werd hij nog meermaals geselecteerd maar kreeg geen speelminuten.